# Gnomon Island
Gnomon Island (auch The Gnomon) ist eine kleine, felsige und steil aufragende Insel im Archipel der Südlichen Shetlandinseln. Sie liegt unmittelbar nördlich des Point Wild vor der Nordküste von Elephant Island.
Teilnehmer der Endurance-Expedition (1914–1917) des britischen Polarforschers Ernest Shackleton benannten sie. Namensgebend ist ihre Ähnlichkeit mit dem aufgerichteten Schattenzeiger (Gnomon) einer Sonnenuhr.